# Anthony Phelan
Anthony Phelan es un actor australiano conocido por haber interpretado a Ken Smith en la serie Home and Away y por sus numerosas participaciones en teatro. 

## Carrera
En 1998 apareció como invitado en la serie médica All Saints (Todos santos) donde interpretó a Gareth McLoughlin durante el episodio "Little White Lies" (Pequeñas mentiras blancas), más tarde apareció de nuevo en la serie en el 2002 donde interpretó a James Halloran durante el episodio "Shame".
En 1997 interpretó al detective Bill McDonald en el episodio "Fly Me to the Moon" (Volándome hacia la luna) de la serie Big Sky (Gran cielo), posteriormente apareció de nuevo en la serie en 1999 donde interpretó a F.P.O. en el episodio "Lightfoot" (Pie ligero) y a Rivers en dos episodios.
El 26 de abril de 1999 se unió al elenco principal de la exitosa serie australiana Home and Away donde interpretó a Ken Smith hasta el 2000, luego de que su personaje muriera luego de que el coche en el que trabajaba se cayera sobre él. Anthony regresó a la serie brevemente en el 2001, el 2003 y el 30 de junio de 2004.
En el 2001 interpretó a Boss en el episodio "Odds On" de la serie policíaca Water Rats (ratas de agua), anteriormente había aparecido por primera vez en la serie en 1998 donde interpretó al superintendente de la policía Chris Theodore.
En el 2009 apareció en la popular serie de drama y crimen Underbelly: A Tale of Two Cities (Bajovientre: Un relato de dos ciudades)  donde interpretó a Merv Wood.
En el 2010 apareció en la película Griff the Invisible (Griff el invisible)  donde interpretó al detective Stone.
En el 2011 se unió al elenco recurrente de la serie Spirited donde interpretó a Robbie.

## Filmografía

### Series de Televisión
| Año             | Título                           | Personaje                      | Notas                       |
| --------------- | -------------------------------- | ------------------------------ | --------------------------- |
| 2018 - presente | Reckoning                        | -                              | miniserie                   |
| 2016 - 2017     | Wanted                           | Morrison                       | 11 episodios                |
| 2017            | Seven Types of Ambiguity         | William Heywood                | 3 episodios                 |
| 2016            | Deep Water                       | Abel Chalmers                  | 2 episodios                 |
| 2016            | The Kettering Incident           | Roy Macy                       | 8 episodios                 |
| 2015            | Australia: The Story of Us       | Alfred P. Sloan                | episodio "Risky Business"   |
| 2015            | Gallipoli                        | Sir William Birdwood           | 7 episodios - miniserie     |
| 2014            | Rake                             | Phil                           | episodio # 3.4              |
| 2013            | Top of the Lake                  | Ian Fellows                    | episodio # 1.4 - miniserie  |
| 2011            | Spirited                         | Robbie                         | 6 episodios                 |
| 2009            | :30 Seconds                      | Artista V.O.                   | episodio "Twenty One Today" |
| 2009            | Underbelly: A Tale of Two Cities | Merv Wood                      | 2 episodios                 |
| 2006            | Two Twisted                      | Matthew Partridge              | episodio "Heart Attack"     |
| 2004 - 2005     | Love My Way                      | Bill Morris                    | 3 episodios                 |
| 1999 - 2004     | Home and Away                    | Ken Smith                      | 31 episodios                |
| 2003            | White Collar Blue                | Terry Ciric                    | episodio # 2.12             |
| 2002            | All Saints                       | James Halloran                 | episodio "Shame"            |
| 1998            | Water Rats                       | Superintendente Chris Theodore | 2 episodios                 |
| 1997 - 1999     | Big Sky                          | Rivers                         | 2 episodios                 |
| 1997            | Murder Call                      | Trevor Mundine                 | episodio "Blood Heat"       |

### Películas
| Año  | Título                                     | Personaje            | Notas                                                                                            |
| ---- | ------------------------------------------ | -------------------- | ------------------------------------------------------------------------------------------------ |
| 2014 | Drown                                      | -                    | junto a Matt Levett, Harry Cook, Darren Gallagher, Matt James, Madeleine Levins & Sam Anderson   |
| 2013 | Concealed                                  | Joe                  | junto a Simon Lyndon, Nadia Townsend, Denise Roberts, Woody Naismith & Paul Tassone              |
| 2012 | My Mind's Own Melody                       | Padre                | corto - junto a Kate Beahan, Jamie Croft, Max Cullen, Anita Hegh, David Lyons & John Marsh       |
| 2011 | X                                          | Cliente              | junto a Viva Bianca, Stephen Phillips, Belinda McClory, Hanna Mangan-Lawrence & Hazem Shammas    |
| 2010 | Griff the Invisible                        | Detective Stone      | junto a Ryan Kwanten, Maeve Dermody, Toby Schmitz, Patrick Brammall & Marshall Napier            |
| 2010 | A Parachute Falling in Siberia             | Michael              | corto - junto a Eamon Farren, Noni Hazlehurst & John Maynard                                     |
| 2009 | Mongrel's Creed                            | Mr. Cod              | corto - junto a Bali Padda, Stuart Rawe, Andy Ryan & William Zappa                               |
| 2008 | Acolytes                                   | Padre de Tanya Lee   | junto a Joel Edgerton, Sebastian Gregory, Hanna Mangan Lawrence & Michael Dorman                 |
| 2008 | The Black Balloon                          | Mr. Masters          | junto a Rhys Wakefield, Luke Ford, Toni Collette, Erik Thomson, Gemma Ward & Andrew Ryan         |
| 2007 | Katoomba                                   | Dave                 | corto - junto a Emma Lung, Claire van der Boom, Ewen Leslie, Michael Dorman & Kieran Darcy-Smith |
| 2007 | Joanne Lees: Murder in the Outback         | Entrevistador        | junto a Bryan Brown, Joanne Froggatt, Asher Keddie, Laurence Breuls & Damian de Montemas         |
| 2006 | Darklovestory                              | Jefe                 | junto a Belinda McClory, Aaron Pedersen & Don Atkinson                                           |
| 2005 | Boys Grammar                               | Robert               | corto - junto a Matt Levett, Tom O'Sullivan, Daniel Feuerriegel, Adam J. Yeend & Jai Courtney    |
| 2005 | Little Fish                                | Michael              | junto a Hugo Weaving, Martin Henderson, Noni Hazlehurst, Joel Tobeck, Lisa McCune & Susie Porter |
| 2005 | The Mechanicals                            | Jefe                 | corto - junto a Ewen Leslie, Justin Smith & Anthony Hayes                                        |
| 2003 | The Postcard Bandit                        | Beaman               | junto a Brett Stiller, Matthew Le Nevez, Geneviève Lemon, Helen Dallimore & Tasma Walton         |
| 2003 | Danny Deckchair                            | Jim Craig            | junto a Rhys Ifans, Miranda Otto, Justine Clarke, Rhys Muldoon & John Batchelor                  |
| 2002 | Star Wars: Episode II-Attack of the Clones | Lama Su              | junto a Ewan McGregor, Samuel L. Jackson, Temuera Morrison & Rose Byrne                          |
| 1998 | Babe: Pig in the City                      | Guardia de Seguridad | junto a Magda Szubanski, James Cromwell, Mickey Rooney, James Cosmo & Nathan Kress               |
| 1997 | 13 Gantry Row                              | Detective            | junto a Rebecca Gibney, Erik Thomson, Marshall Napier, Doris Younane & Michael Caton             |
| 1997 | Heaven's Burning                           | Bishop               | junto a Russell Crowe, Youki Kudoh, Ray Barrett, Robert Mammone & Salvatore Coco                 |
| 1995 | Tunnel Vision                              | Martin Chalmers      | junto a Patsy Kensit, Rebecca Rigg, Shane Briant & David Woodley                                 |
| 1994 | Redheads                                   | Inspector Quigley    | junto a Claudia Karvan, Catherine McClements, Alexander Petersons & Jacek Koman                  |
| 1985 | Bootleg                                    | Jake                 | junto a John Flaus, Ian Nimmo, Ray Meagher & Carmen Duncan                                       |

### Departamento de Sonido
| Año  | Título                 | Notas        |
| ---- | ---------------------- | ------------ |
| 1995 | The Run of the Country | editor foley |

### Teatro
| Año        | Obra                           | Personaje   | Director (a)      | Teatro                | Notas                                                                   |
| ---------- | ------------------------------ | ----------- | ----------------- | --------------------- | ----------------------------------------------------------------------- |
| 2014       | Once in Royal David’s City     | Padre       | Eamon Flack       | Upstairs Theatre      | junto a Helen Morse, Brendan Cowell, Harry Greenwood & Tara Morice      |
| 2012       | Strange Interlude              | Prof. Leeds | Simon Stone       | Belvoir St. Theatre   | junto a Akos Armont, Emily Barclay, Eloise Mignon & Toby Schmitz        |
| 2011       | The Wild Duck                  | Ekdal       | Simon Stone       | Belvoir St. Theatre   | junto a Anita Hegh, Ewen Leslie, Eloise Mignon & Toby Schmitz           |
| 2010       | Uncle Vanya                    | Waffles     | Tamás Ascher      | Sydney Theatre        | junto a Cate Blanchett, Hugo Weaving, Richard Roxburgh & Jacki Weaver   |
| 2005, 2008 | Strangers in Between           | Peter       | David Berthold    | Glen Street Theatre   | junto a Brett Stiller, Sam Dunn & Anthony Gee                           |
| 2008       | The Female of the Species      | Editor      | Kate Cherry       | Cremorne Theatre      | junto a Andrew Buchanan, Carol Burns, Francesca Savige & Dee Victor     |
| 2007       | ALP Arts Election Launch       | -           | Andrew Upton      | Riverside Theatre     | junto a Cate Blanchett, Joel Edgerton, Jack Finsterer & David Wenham    |
| 2005       | The Marvellous Boy             | Ray Pollard | David Berthold    | Stables Theatre       | junto a Danny Adcock, Susie Lindeman, Toby Schmitz & Bruce Spence       |
| 2005       | Julius Caesar                  | -           | Benedict Andrews  | Wharf 1               | junto a Paula Arundell, Ben Mendelsohn & Robert Menzies                 |
| 2004       | A Midsummer Night's Dream      | -           | Benedict Andrews  | Belvoir St. Theatre   | junto a Tim Draxl, Jacek Koman, Socratis Otto & Nathan Page             |
| 2004       | The Caretaker                  | Vagabundo   | Hannah MacDougall | Odeon Theatre         | junto a William Allert & David Mealor                                   |
| 2003       | Holy Day                       | -           | Ariette Taylor    | Wharf 1               | junto a Abraham Forsythe, Steve Le Marquand & Belinda McClory           |
| 2003       | The Tempest                    | -           | Benjamin Winspear | Wharf 2               | junto a Simon Aylott, Tony Llewellyn-Jones & James Oxenbould            |
| 2002       | The Simple Truth               | -           | Ros Horin         | Q Theatre             | junto a Odile Le Clezio                                                 |
| 2002       | Night Letters                  | -           | Chris Drummond    | -                     | junto a Camilla Ah Kin, Patrick Dickson, Susan Lyons & Matthew Whittet  |
| 2002       | Arabian Nights                 | -           | Anna Messariti    | -                     | junto a Ed Boyle, Ben Fountain, Clare Mackey & Kyas Sherriff            |
| 2001       | Hamlet                         | -           | Jason Clarke      | Belvoir St. Theatre   | junto a Jerome Ehlers, Sacha Horler & Jeremy Sims                       |
| 2001       | Three Sisters                  | -           | Benedict Andrews  | Drama Theatre         | junto a Paula Arundell, Rose Byrne, Sacha Horler & Robert Menzies       |
| 2001       | The Laramie Project            | -           | Kate Gaul         | Belvoir St. Theatre   | junto a Josef Ber, Russell Dykstra, Tara Morice & Alicia Talbot         |
| 2001       | Sydney Festival 2001: Fireface | -           | Benedict Andrews  | -                     | junto a Lynette Curran, Pia Miranda, Socratis Otto & Matthew Whittet    |
| 1998       | My Night with Reg              | -           | Tony Knight       | Newton Theatre        | junto a Peter Flett, Graham Harvey, Jonathon Mill & Steven Tandy        |
| 1996, 1997 | Wolf Lullaby                   | -           | David Berthold    | Beckett Theatre       | junto a Lisa Hensley, Tara Morice, Sean O'Shea & Susan Prior            |
| 1996       | Blackrock                      | -           | David Berthold    | Canberra Theatre      | junto a Tamblyn Lord, Simon Lyndon, Kym Wilson & Sandy Winton           |
| 1996       | The Life of Galileo            | -           | Richard Wherrett  | Opera House Theatre   | junto a Jennifer Claire, John Howard, Odile Le Clezio & Brian Vriends   |
| 1995       | The Jungle                     | -           | David Berthold    | Wharf 2               | junto a Simon Bossell, Kate Fitzpatrick, Susan Prior & Joshua Rosenthal |
| 1995       | Summer of the Seventeenth Doll | -           | Robyn Nevin       | -                     | junto a Tom Considine, Sophie Lee & Genevieve Picot                     |
| 1994       | Short, Sharp Shocks            | -           | Aarne Neeme       | Stables Theatre       | junto a Tanya Gerstle, Julie Hudspeth & Mark Owen-Taylor                |
| 1994       | A Cheery Soul                  | -           | Neil Armfield     | Her Majesty's Theatre | junto a Justine Anderson, Paul Bishop, Max Cullen & Geoff Morrell       |
| 1993       | Coriolanus                     | -           | Gale Edwards      | Drama Theatre         | junto a Danny Adcock, John Howard, Heather Mitchell & Philip Quast      |
| 1993       | Antony and Cleopatra           | -           | John Howard       | Wharf Theatre         | junto a Di Adams, Bradley Byquar, Anni Finsterer & Robert Wilcox        |
| 1992       | Fuente Ovejuna                 | -           | Aubrey Mellor     | Malthouse Theatre     | junto a Dawn Albinger, Sue Dwyer, John Heywood & Rebecca Riggs          |
| 1992       | The Marriage of Figaro         | -           | David Bell        | Suncorp Theatre       | junto a Linda Cropper, Eugene Gilfedder & Darryl Hukins                 |
| 1992       | The Adman                      | -           | Aarne Neeme       | Woodward Theatre      | junto a Sue Dwyer, Kevin Hides & Helen O'Leary                          |
| 1992       | Mirandolin                     | -           | David Bell        | La Boite Theatre      | junto a Justine Anderson, Charles Barry & Peter Marshall                |
| 1991       | Love Letter                    | -           | -                 | Twelfth Night Theatre | junto a Penny Cook                                                      |
| 1991       | Dancing on the Walls of Paris  | -           | Sue Rider         | Cremorne Theatre      | junto a Susie French, Eugene Gilfedder, Peter Lamb & Helen Moulder      |
| 1991       | The Game of Love and Chance    | -           | David Bell        | Cremorne Theatre      | junto a Charles Barry, Paul Bishop, Christen O'Leary & Garth Welch      |
| 1991       | Essington Lewis: I Am Work     | -           | Aarne Neeme       | Suncorp Theatre       | junto a Justine Anderson, Andrew Buchanan & Simon Burvill-Holmes        |
| 1990       | Gilgamesh                      | -           | Bryan Nason       | -                     | junto a Anni Finsterer, Rebecca Riggs, Brian Vriends & David Woodley    |
| 1990       | A Month in the Country         | -           | Robyn Nevin       | Suncorp Theatre       | junto a Beth Armstrong, Les Evans & Andrew McFarlane                    |
| 1990       | Top Silk                       | -           | Aubrey Mellor     | Suncorp Theatre       | junto a James Benedict, Les Evans, John Howard & Bernadette Ryan        |
| 1989       | Gerrymanda, the Last Crusade   | -           | -                 | Basil Jones Theatre   | junto a Jacquie Brennan & Christen O'Leary                              |
| 1989       | The Taming of the Shrew        | Hortensio   | Aubrey Mellor     | Suncorp Theatre       | junto a Paul Bishop, John Wood, Peter Lamb & John Howard                |
| 1989       | The Popular Mechanicals        | -           | David Bell        | Princess Theatre      | junto a Charles Barry, David Clendinning & Helen O'Leary                |
| 1988       | The Recruiting Officer         | -           | Terence O'Connell | -                     | junto a Stu Cochrane, Tracy Mann & Errol O'Neill                        |
| 1987       | Hard Times                     | -           | Alan Edwards      | Cremorne Theatre      | junto a Justine Anderson, Simon Burvill-Holmes, Sue Dwyer & Sue Rider   |
| 1987       | Merry Wives of Windsor         | -           | Geoffrey Rush     | -                     | junto a Justine Anderson, Jacquie Brennan, Bille Brown & Adam Couper    |
| 1987       | The Mikado                     | -           | Bryan Nason       | -                     | junto a Justine Anderson, Rebecca Riggs & Jeremy Stanford               |
| 1982       | The Venetian Twins             | -           | Malcolm Blaylock  | La Boite Theatre      | junto a Geoffrey Cassidy, Kym Lynch & Rosamund Vidgen                   |
| 1980       | The Legend of King O'Malley    | -           | Malcolm Blaylock  | La Boite Theatre      | junto a Peter Darch, Kym Lynch, Sean Mee & Rosamund Vidgen              |

## Premios y nominaciones
| Año  | Categoría                                                         | Premio                                | Película                       | Resultado |
| ---- | ----------------------------------------------------------------- | ------------------------------------- | ------------------------------ | --------- |
| 2010 | Best Performance in a Live-Action Short (junto a Noni Hazlehurst) | Toronto Worldwide Short Film Festival | A Parachute Falling in Siberia | Ganó      |